# Anthocercis sylvicola
Anthocercis sylvicola är en potatisväxtart som beskrevs av T.D. Macfarlane och G. Wardell-johnson. Anthocercis sylvicola ingår i släktet Anthocercis och familjen potatisväxter. Inga underarter finns listade i Catalogue of Life.